# Patellapis albolineola
Patellapis albolineola is een vliesvleugelig insect uit de familie Halictidae. De wetenschappelijke naam van de soort is voor het eerst geldig gepubliceerd in 1916 door Meade-Waldo.